# Diadema
|  | Aquest article tracta sobre una joia. Si cerqueu ciutat brasilera, vegeu «Diadema (São Paulo)». |

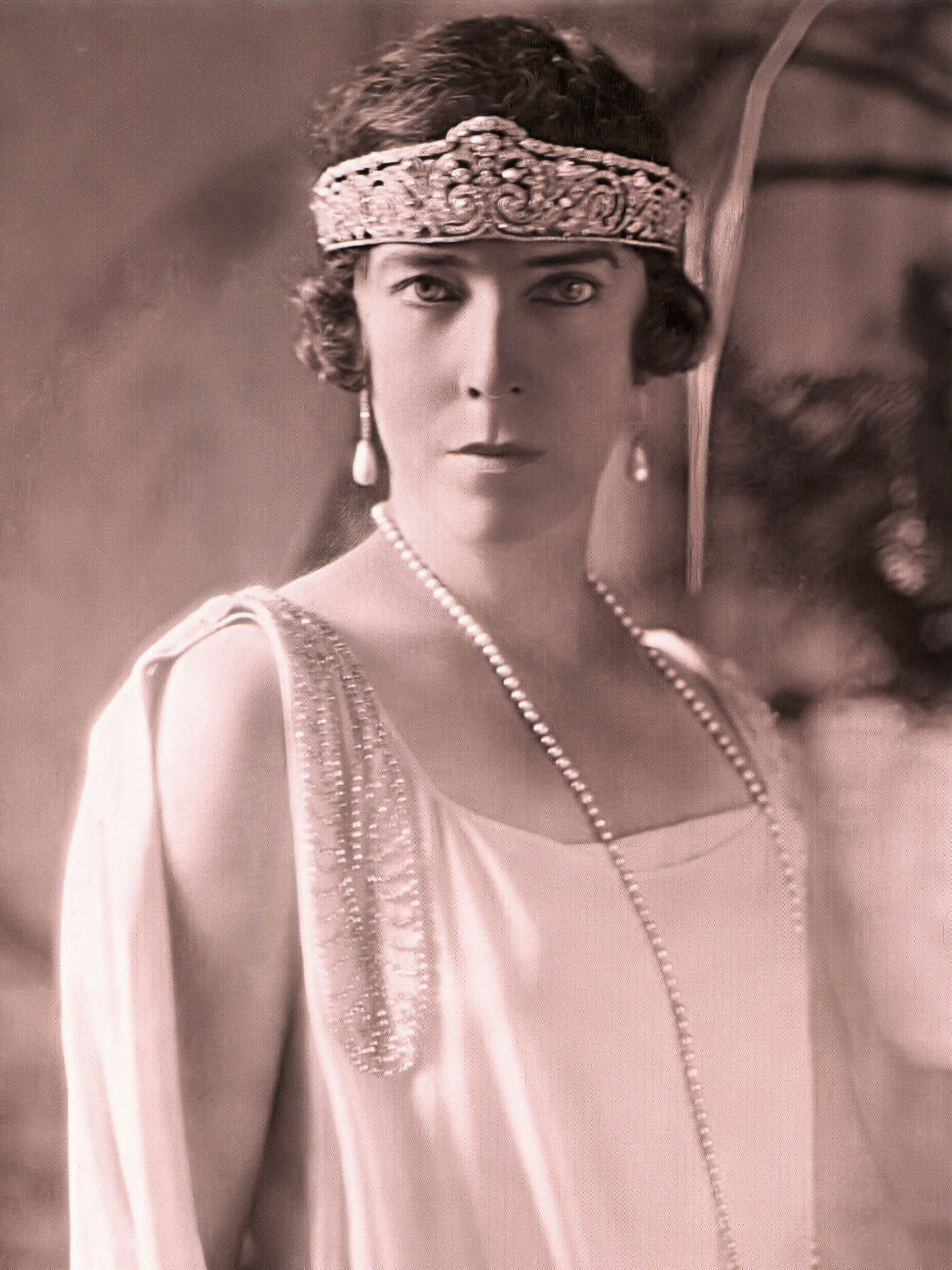
Dama de la dècada de 1920 lluint una diadema

Una diadema és una faixa o cinta ornada amb brodats, pedres precioses, etc., amb què els sobirans se cenyeixen el cap i per extensió un adornament d'aquest tipus que porten actualment les dones. L'etimologia de la paraula, que en català està testimoniada des de 1431, és del grec διάδημα, diádēma, del verb διαδέω, diadéō, lligar al voltant, o cordar. En temps antics les diademes varen ser utilitzades pels pobles sumeris, pels egipcis i particularment pels perses. Les estàtues d'alguns déus grecs especialment Zeus i Hera porten de vegades una diadema. Els joves de l'Antiga Grècia (homes i dones) portaven diademes fetes de tela i particularment la lluïen els atletes que guanyaven una distinció en els Jocs Olímpics. En un principi era una banda que es posava al front feta d'un teixit blanc i que es lligava a la nuca, estava ornamentada amb pedres precioses. Per als grecs era un símbol de victòria o d'algun càrrec. Alexandre el Gran l'adoptà com a marca de sobirania com ja ho havien fet els perses i el transmeté a Roma. A l'edat mitjana va ésser substituïda per la corona, i només era utilitzada com a peça de joieria per a les dames de la reialesa i la noblesa. El neoclassicisme dels dos imperis napoleònics el va tornar a utilitzar.